# Baroud à Beyrouth
Pour les articles homonymes, voir Baroud (homonymie) et Rififi.
Pour plus de détails, voir Fiche technique et Distribution.
Baroud à Beyrouth (Rififi in Beirut ou Agent 505 – Todesfalle Beirut) est un film d'espionnage franco-italo-ouest-allemand de Manfred R. Köhler, sorti en 1966.

## Synopsis
L'agent 505 Richard Blake d'Interpol est aux prises avec un criminel mystérieux qui se fait appeler « le cheikh » et menace d'annihiler la ville de Beyrouth en la bombardant de mercure radioactif.

## Fiche technique
Sauf indication contraire, les informations mentionnées dans cette section peuvent être confirmées par la base de données cinématographiques IMDb,  présente dans la section « Liens externes ».
- Titre original allemand : Rififi in Beirut ou Agent 505 – Todesfalle Beirut[1]
- Titre français : Baroud à Beyrouth ou Baroud à Beyrouth pour FBI 505 ou Agent 505 : Piège mortel à Beyrouth[2]
- Titre italien : La trappola scatta a Beirut[3]
- Réalisation : Manfred R. Köhler
- Scénario : Manfred R. Köhler, Mario Siciliano
- Photographie : Rolf Kästel
- Montage : Waltraut Lindenau
- Musique : Ennio Morricone
- Sociétés de production : Rapid-Film (Munich), Metheus Film (Rome), Compagnie Lyonnaise de Cinéma (Paris)[3]
- Pays de production :  Allemagne de l'Ouest -  France -  Italie
- Langue originale : allemand
- Format : Couleurs par Eastmancolor - 2,35:1 - Son mono - 35 mm
- Genre : Espionnage[2]
- Durée : 93 minutes (1 h 33[3])
- Date de sortie :
  - Allemagne de l'Ouest : 22 avril 1966
  - France : 13 juillet 1966[2]
  - Italie : 15 septembre 1966
- Affiche : Constantin Belinsky (France)

## Distribution
- Frederick Stafford : Richard Blake, agent 505
- Geneviève Cluny : Denise
- Chris Howland : Robert O’Toole
- Willy Birgel : Omar Abdullah
- Renate Ewert : la femme de chambre
- Harald Leipnitz : Fred Köhler
- Gisella Arden : Monique Ferrara
- Pierre Richard (homonyme à ne pas confondre avec l'acteur né en 1934) : l'inspecteur Bernard
- Renato Lupi (it) : Anthony Leandros
- Carla Calò : la chef
- Danny Taborra
- Patrick Bernhard
- Mouna Saad